# Geraldine Mucha
Geraldine Mucha   (Londres, 5 de juliol de 1917 - Praga, 12 d'octubre de 2012) fou una compositora escocesa.

## Primers anys i educació
Geraldine Mucha va néixer a Londres el 5 de juliol de 1917. Era l'únic fill de Marcus Thomson (de vegades escrit Thomsen) que provenia de Glasgow i de Maisie Evans, una neozelandesa. Marcus Thomson va estudiar a la Royal Academy of Music (R.A.M.) de Londres entre 1902 i 1906 i es va convertir en una exitosa cantant de baríton. El 1920 va ser nomenada professora de cant a la R.A.M, on va romandre en plantilla fins als anys cinquanta. Maisie Evans va estudiar música a Leipzig i durant la Primera Guerra Mundial va aparèixer com a protagonista en l'exitós musical Chu Chin Chow (His Majesty's Theatre, Londres, 1916) i més endavant a la famosa producció de Nigel Playfair The Beggar's Opera (Lyric Theatre de Hammersmith, 1920).
La mateixa Mucha va mostrar un interès per la música des de ben jove i el seu pare, impressionat per les seves improvisacions al piano, li va ensenyar a llegir i escriure música abans d'anar a l'escola. Entre 1929 i 1934 Mucha va assistir a l'escola Frognall; una institució privada al nord de Londres molt afavorida per actors i músics per a l'educació de les seves filles. Va ser aquí on es va fer amiga de Maeve Bax, filla del conegut compositor Arnold Bax (1885 - 1953). El talent musical de Mucha va despertar el seu interès, i ell va interpretar les seves primeres obres i li va donar consells. També va rebre lliçons d'harmonia amb el col·lega del seu pare, el compositor Benjamin Dale (1885 - 1943). Era una entusiasta concertista i sovint assistia a l'òpera amb la seva mare i desenvolupà una passió pel ballet.
A la tardor de 1935, Mucha va esdevenir estudiant a la Royal Academy of Music,, on va rebre diverses beques. El seu primer estudi va ser piano i el seu segon composició. Per això, va tornar a rebre tutories de Dale i també de William Alwyn (1905- 1985), Alan Bush (1900-1995) i Harry Farjeon (1878-1948).
Mentre que un estudiant Mucha va compondre un ballet, Nausicaa, que fou representat en una actuació per a dos pianos en un concert d'estudiants. Constant Lambert (1905-1951), director musical del Ballet Wells de Sadler, va quedar impressionat quan se li va mostrar la partitura, però aparentment era escèptic sobre el fet una dona l'hagués poguda escriure. L'últim any, com a estudiant, Mucha va crear un quartet de piano, Halingdal, interpretat pel Philharmonic Quartet al prestigiós Wigmore Hall de Londres. Això va ser publicat posteriorment per Boosey & Hawkes.
Mucha es va llicenciar a l'Acadèmia l'estiu de 1943.

## Casament i emigració
A la primavera de 1941, mentre assistia a una festa al balneari al Royal Leamington Spa, Geraldine va conèixer el jove escriptor txec Jiří Mucha, que havia enviduat recentment de la també compositora Vítězslava Kaprálová. Es van casar a Londres el 1942. Mentre el seu nou marit es trobava a l'estranger, treballant com a corresponsal de guerra, Geraldine feia d'operadora de centraleta telefònica. També va fer arranjaments musicals per a la BBC. Poc després que s'acabés la guerra a Europa, la parella es va dirigir cap a Praga, la ciutat que es convertiria en la seva llar principal durant la resta de la seva vida. Aquí Geraldine Mucha es va implicar en la creació dels primers festivals de la Primavera de Praga. El seu únic fill, John, va néixer el 1948. El 1950 Jiří va ser arrestat pels comunistes per la seva col·laboració durant la guerra amb els aliats. Durant aquest temps, Geraldine va viure en un petita casa al camp txec i va exercir d'organista a l'església del poble. Després del seu alliberament, Jiří Mucha va poder reprendre progressivament la seva carrera com a escriptor i Geraldine va treballar ocasionalment com a editora musical per a l'editorial Melantrich. Es va convertir en membre de la Unió de Compositors Txecoslovacs i les seves composicions foren interpretades públicament i enregistrades per orquestres professionals.
A principis dels anys seixanta, els Muchas van estar estretament involucrats en el ressorgiment internacional de l'interès en els dissenys d'Art Nouveau del pare de Jiří, Alphonse. Per tal de facilitar la concertació d'exposicions més enllà del Teló d'Acer, Geraldine va tornar a viure a Escòcia de manera que quan el seu marit pogués obtenir permís per a “visites matrimonials” podrien, de fet, recórrer el món supervisant el creixent nombre d'exposicions.
Jiří Mucha va morir el 1991, just després de l'esfondrament del govern comunista i, per tant, Geraldine va tornar a Praga durant la resta de la seva vida; tot i que continuava passant tots els estius a casa seva a Escòcia, no gaire lluny d'Aberdeen.
Amb el seu fill John i la recentment creada Fundació Mucha, va continuar exercint com a entusiasta ambaixadora del llegat artístic del seu sogre. No obstant això, va continuar escrivint música fins al final de la seva vida.Durant els seus darrers anys, hi va haver una revifalla en l'interès per la música de cambra, especialment entre els músics professionals de Praga, i es van encarregar i representar nous treballs. Les seves obres orquestrals foren, però, gairebé completament oblidades.
Geraldine Mucha va morir a la seva casa de Praga el 12 d'octubre de 2012. Només dues setmanes abans havia assistit a un concert de música donatt al Conservatori de Música de Praga per celebrar el seu 95è aniversari.
És enterrada, junt amb el seu marit, al Cementiri de Vyšehrad de Praga.

## Música
Mucha va tenir la sort de ser animada com a compositor d'una manera inusual des de ben petita. Abans de començar els seus estudis formals a la Royal Academy of Music, ella ja havia estat tutelada en privat pel compositor Benjamin Dale i havia creat les seves composicions adolescents dirigides per Arnold Bax, un dels compositors britànics més coneguts de la seva època. Així que ja coneixia l'estil musical romàntic tardà d'aquestes dues figures influents.
En entrar a la R.A.M. va ser ensenyada per dos notables compositors joves, Alwyn i Bush. El seu estil més astringent i postromàntic va colorar sens dubte la pròpia manera d'escriure de Mucha. Però amb el seu profund amor a la música folk escocesa, que sovint citava en les seves obres, es va mantenir més a prop dels interessos de compositors més antics, com Ralph Vaughan Williams (1872-1958) o Béla Bartók (1881-1945) a qui admirava especialment.Ígor Stravinski era un altre "modern" la música del qual exercia una gran fascinació sobre ella i estava interminablement interessada en la forma en què els compositors construïen i duien a la partitura les seves obres.
La primera trobada de Mucha amb la música txeca havia estat poc abans de la Segona Guerra Mundial quan va sentir la jove prodigi Vítězslava Kaprálová (n. 1915) dirigir la seva pròpia música en un concert a Londres (Kapralová es convertiria en la primera esposa de Jiří Mucha fins a la seva prematura mort, el 1940). També va escoltar peces de Janáček i Martinů interpretades en representacions en temps de guerra pel txec Vilém Tauský (1910- 2004). Després d'arribar a Praga, Mucha esperava rebre lliçons amb Vítězslav Novák (1870-1949), un distingit compositor amb un definitiu enfocament tardoromàntic de la música. Això no va passar, però en la seva pròpia música, Mucha va continuar buscant barrejar el seu esperit romàntic personal amb un so més modern, de mitjan segle xx. Va compartir una similitud amb els seus contemporanis txecs Petr Eben (1929-2007) i Luboš Fišer (1935-1999).

## Obres (selecció)
- Nausica, ballet, 1942
- Macbeth, ballet, 1965
- Fantasy, 1946
- Obrázky ze Šumavy suite simfònica, 1952
- Concert per a piano, 1960
- Carmina Orcadiana, 1960?
- Bouře per a orquestra, 1964
- 3 quartets de corda,, 1941, 1962, 1988
- Loučení a škádlení, piano 1942
- Sonatina per a viola, 1945
- Sonates  per a violí i piano, 1947, 1961
- Peces de piano per a nens, 1953
- 16 variacions de cançons populars escoceses, piano 1957
- Sea Scenes, per a violí i piano 1958
- 2 noety, 1959, 1982
- Sonets de Shakespeare per a recitador, flauta i arpa, 1961
- Píseň písní  per a recitador, flauta i arpa, 1963
- Serenata per a quintet de vent, 1964
- Intermezzo per a corn anglès i cordes, 1988
- Música per a arpa i piano , 1990
- Epitafi (en memòria de Jiří Mucha), per a quintet de corda i oboè, 1991
- Trio per a pianoo, 1995
- Sbírka českých a slovenských písní per a baríton i piano, 1943
- Lidové ukolébavky, 1952
- Dos cors de dones, 1956–1958
- Incantation per a baríton i orquestra sobre un poema de George Gordon Byron, 1960
- En Los Pinares de Jucar per a soprano, oboè d'amor i cordes, 1975
- 3 Jersey Folksongs , per a soprano, baríton i piano, 1975
- 3 Winter Songs per a soprano, baríton i piano, 1975
- John Webster Songs per a soprano i orquestra (versions també per a oboè d'amor, clavicèmbal i piano, 1975–1988
- 5 canciones de Antonio Machado per a soprano i 7 instruments solistes, 1980
- Sonnets of Hawthornden per a soprano, oboè i quartet de corda, 1990